# Flugplatz Sines

i7
i11
i13
Der Flugplatz Sines (portugiesisch Aeródromo Municipal de Sines) war ein kleiner Sportflugplatz nahe der Stadt Sines in Portugal. Der Flugplatz, welcher aus einer unbefestigten Start- und Landebahn besteht, ist seit langer Zeit geschlossen und ein Teil wird heute als Verbindungsstraße der Kohlekraftwerke Sines genutzt.